# Late Rembrandt

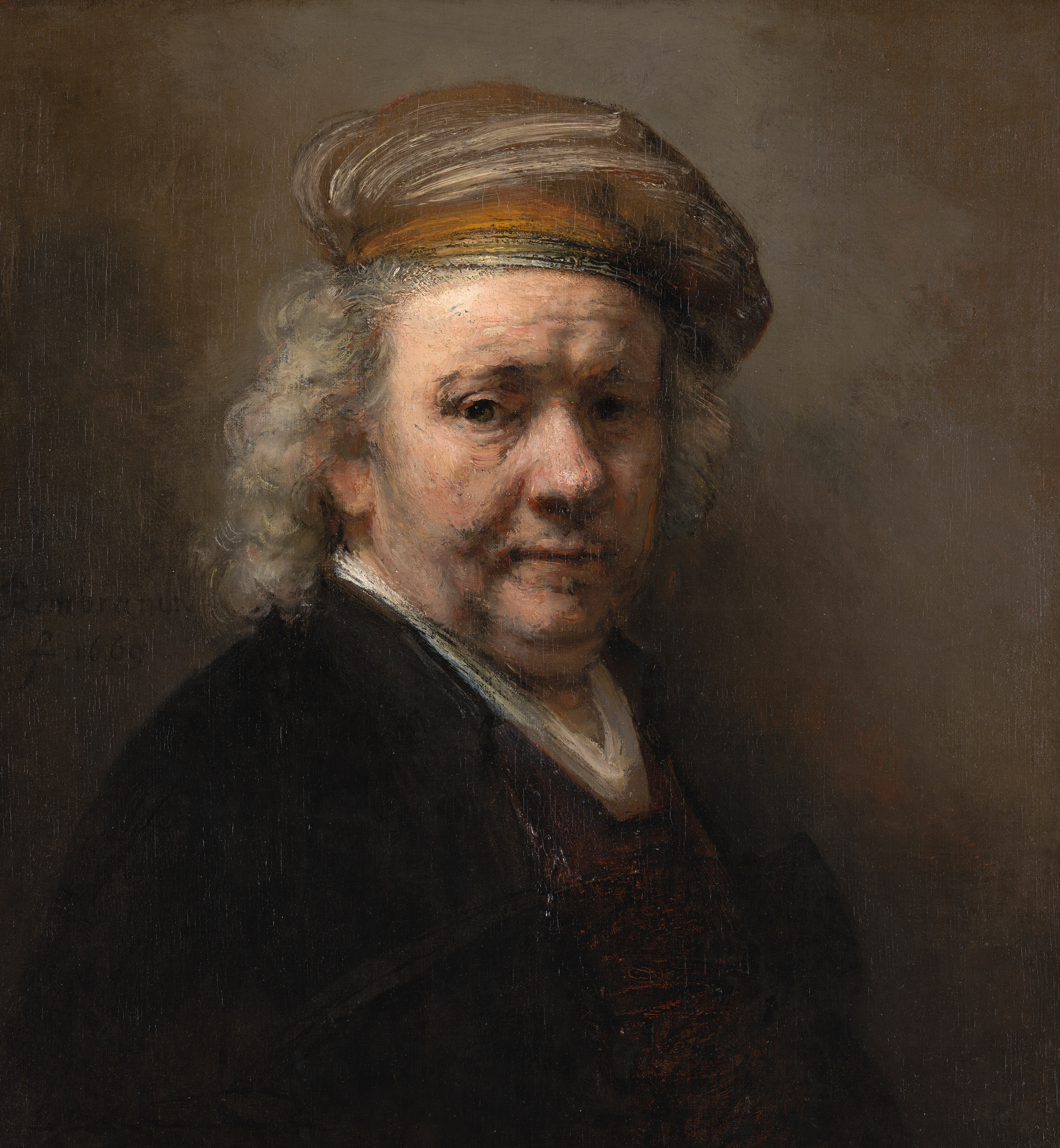
Zelfportret (1669) (Mauritshuis)

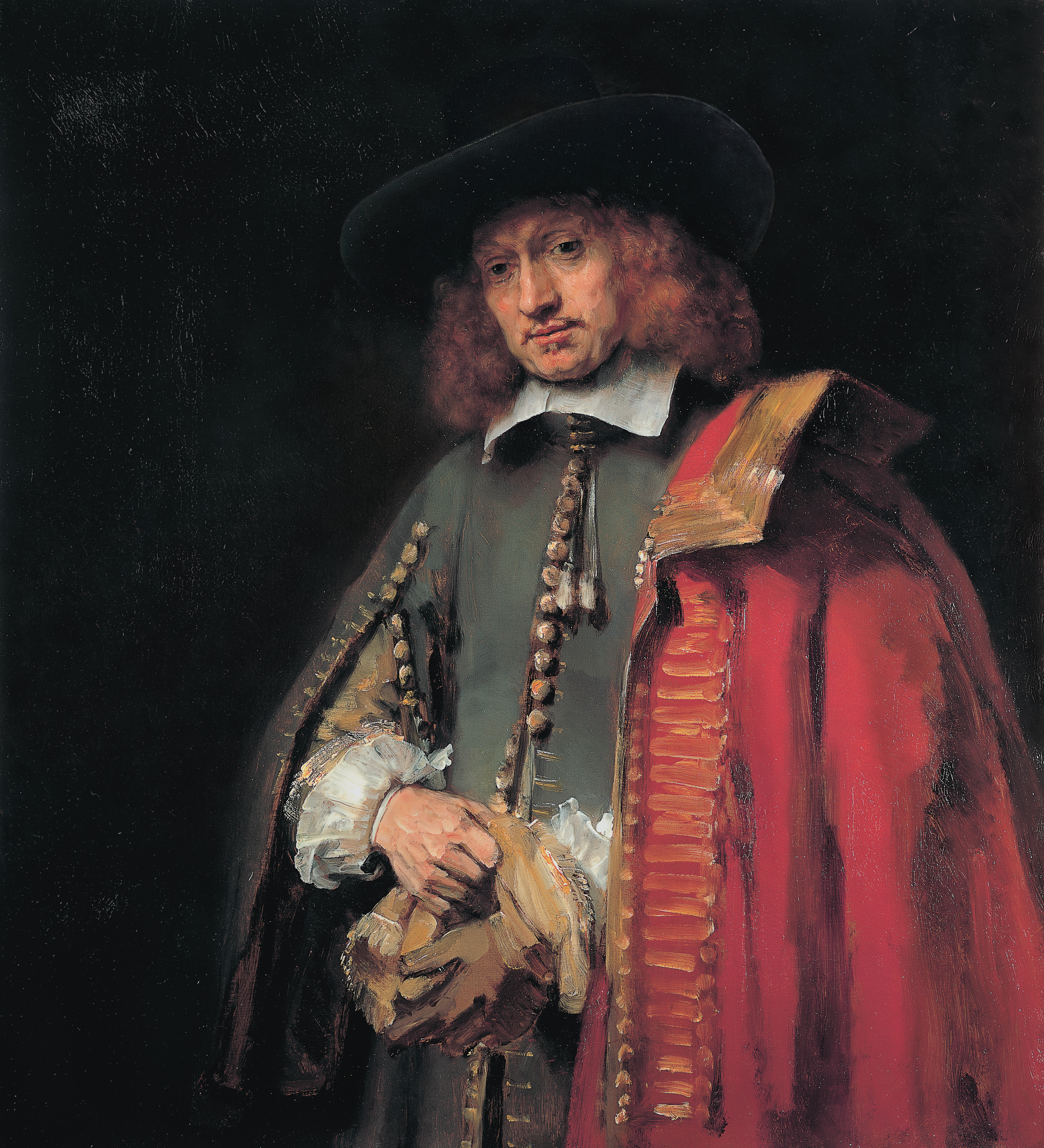
Portret van Jan Six door Rembrandt (1654) (Collectie Six)

Late Rembrandt was een tentoonstelling in het Rijksmuseum Amsterdam van werk uit grofweg de laatste twintig jaar van het leven van Rembrandt die in 2014 en 2015 als Rembrandt. The Late Works in Londen en daarna in Amsterdam te zien was. Het is ook de titel van de bij die gelegenheid verschenen Nederlandstalige publicatie.

## Geschiedenis
Voor de organisatie werd al tientallen jaren door de organiserende musea gedacht aan een dergelijke tentoonstelling. Dit vooral omdat, getuige de inleiders van de bijbehorende publicatie, Rembrandt tot het laatste toe - voor zijn tijd - revolutionair bleef en in zijn eigen werk zich nog vernieuwde. Aan die late stijl van Rembrandt wijdden tentoonstelling en catalogus hun aandacht, waarbij zowel schilderijen, tekeningen als etsen aan de orde komen. De organiserende instellingen waren The National Gallery (Londen) en het Rijksmuseum Amsterdam.

## Exposities
Op de tentoonstellingen waren de meeste werken uit openbare collecties bijeengebracht uit voornamelijk Europa en Amerika, maar daarnaast enkele uit particuliere collecties, tot welke laatste ook het beroemde portret van Jan Six (1618-1700) behoorde. De expositie trok in Amsterdam 520.698 bezoekers, een record voor het Rijksmuseum. Die in Londen werd bezocht door 264.488 mensen.

## Tentoonstellingscatalogus
In de bijbehorende publicatie wordt in de inleidende hoofdstukken ingegaan op de persoonlijke omstandigheden van Rembrandt in zijn ongeveer laatste 20 levensjaren, zowel op familiaal gebied (overlijden van zijn vrouw, minnares, zoon) als op financieel gebied (bankroet in 1656). Daarna komen enkele thema's aan de orde, op gelijke wijze als de tentoonstelling zelf was ingericht. Zo wordt het eerste thematische hoofdstuk gewijd aan de late zelfportretten, waarvan het laatste uit 1669 bijzondere aandacht krijgt (dat uit het Mauritshuis). In enkele hoofdstukken wordt stil gestaan bij de experimentele technieken die hij gebruikte, in schilderijen, etsen en tekeningen. Dan worden zijn werken gegroepeerd rond 'thema's' als Intimiteit, Contemplatie, Innerlijke strijd en Verzoening.
De publicatie wordt afgesloten met een bibliografie, een tijdlijn (ook te zien op de expositie) en de lijst van tentoongestelde werken.

## Expositie
- Londen (The National Gallery): 17 oktober 2014 - 18 januari 2015.
- Amsterdam (Rijksmuseum): 12 februari - 17 mei 2015.